# Rata Blanca
Rata Blanca (vit råtta på spanska) är ett heavy metal-band, startat år 1985, av Walter Giardino och Gustavo Rowek, i Buenos Aires (Argentina). De är de idag kända som ett av Argentinas största hårdrocksband genom tiderna och har bland annat spelat tillsammans med Jens Johansson, Doogie White, Mägo de Oz, Saxon, Ozzy Osbourne, Tarja Turunen, Alice Cooper, Baron Rojo, L.A. Guns, Dio och Mötley Crüe bland många fler. Bandet lade av år 1998, men återförenades igen runt år 2000.

## Medlemmar
Nuvarande medlemmar
- Walter Giardino – gitarr (1985–1998, 2000– )
- Adrián Barilari – sång (1989–1993, 2000– )
- Fernando Scarcella – trummor (2000– )
- Danilo Moschen – keyboard (2010– )
- Pablo Motyczak – basgitarr (2017– )

Tidigare medlemmar
- Yulie Ruth – basgitarr (1985)
- Guillermo Sánchez – basgitarr (1985–1998, 2000–2017, †2017)
- Gustavo Rowek – trummor (1985–1998)
- Sergio Berdichevsky – rytmgitarr (1985–1998)
- Rodolfo Cava – sång (1985)
- Saúl Blanch – sång (1986–1987, 1988–1989)
- Carlos Perigo – sång (1988)
- Shito Molina – sång (1988, †2003)
- Lowi Novello – sång (1988)
- Hugo Bistolfi – keyboard (1989–1993, 2000–2010)
- Javier Retamozo – keyboard (1993–1998)
- Mario Ian – sång (1993–1996)
- Gabriel Marián – sång (1997–1998)

Turnerande medlemmar
- Alejandro Zon – trummor (2005)
- Marcelo Castro – trummor (2006)
- Saúl Blanch – sång (2012, 2013)
- Gustavo Rowek – trummor (2013)
- Sergio Berdichevsky – rytmgitarr (2013)

## Diskografi
Studioalbum
- Rata Blanca (1988)
- Magos, espadas y rosas (1990)
- Guerrero del arco iris (1991)
- Entre el cielo y el infierno (1994)
- Rata Blanca VII (1997)
- El camino del fuego (2002)
- La llave de la puerta secreta (2005)
- El reino olvidado (2008)
- The Forgotten Kingdom (2009)
- Tormenta eléctrica (2015)

Livealbum
- En vivo en Buenos Aires (1996)
- Poder vivo (2003)
- En vivo estadio obras (2004)
- 20° aniversario en vivo - Magos, espadas y rosas (2011)

EP
- El libro oculto (1993)
- Teatro Gran Rex XIV - XII - MMI (2001)
- Rata Blanca (2002)

Singlar
- "La leyenda del hada y el mago" (1990)
- "Mujer Amante" (1990)
- "Guerrero del Arco Iris" / "Angeles de Acero" (1991)
- "Highway on Fire" (2002)
- "Teatro Gran Rex XIV - XII - MMI" (2001)
- "Rata Blanca" (2001)
- "El reino olvidado" (2008)

Samlingsalbum
- Grandes canciones (2000)
- Entre el cielo y el infierno / El libro oculto (2001)
- Oro: Grandes éxitos (2002)